# منتخب تايلاند للكريكت
منتخب تايلاند الوطني للكريكت هو ممثل تايلاند الرسمي في المنافسات الدولية في الكريكت .